# Приазовская низменность
Приазовская низменность (укр. Приазовська низовина) — пологая низменность на востоке Украины, расположенная в Донецкой и Запорожской областях. На западе граничит с Причерноморской низменностью, на севере с Приазовской возвышенностью, на востоке с Донецкой возвышенностью, на юге с Азовским морем.
Ширина низменности — от 20 до 100 километров. Преобладает плоский или слабоволнистый рельеф. Типичные характерные высоты — 70-80 метров, максимальные высоты — до 120 метров. Низменность разделена долинами рек, балками и оврагами. Встречаются насыпи высотой до 10 метров.
Среди рельефообразующих процессов преобладают эрозии, абразии, оползни, а также прибрежные процессы формирования кос. Среди пород наиболее распространён известняковый карст. Доминируют сухостепные ландшафты. Естественная растительность сохранилась в Хомутовской степи на территории Украинского степного заповедника.
В пределах низменности расположено несколько национальных природных парков и заказников.